# Let’s Put the X in Sex
«Let’s Put the X in Sex» — песня группы Kiss с их сборного альбома 1988 года Smashes, Thrashes & Hits. Это был первый трек на альбоме, и он был издан первым синглом с него.

## О песне
«Let’s Put the X in Sex» — одна из двух новых песен на сборнике лучших хитов Kiss Smashes, Thrashes & Hits, выпущенном в 1988 году, вторая — «(You Make Me) Rock Hard». Песня была написана Полом Стэнли в соавторстве с Дезмондом Чайлдом.

## Чарты
| Чарт (1989)             | Наив. поз. |
| ----------------------- | ---------- |
| Австралия (ARIA)        | 49         |
| США (Billboard Hot 100) | 97         |